# Homburg (Stahringen)
Die Burg Homburg ist die Ruine einer hochmittelalterlichen Höhenburg bei Stahringen, einem Stadtteil von Radolfzell am Bodensee, und steht somit unweit des westlichen Bodenseeufers im Hegau, Landkreis Konstanz, Baden-Württemberg.

## Lage
Auf 635,3 m Höhe, über Stahringen gelegen, diente die Homburg den Herren von Homburg lange als Sitz. Die Burganlage an sich befindet sich auf einem steil zum Ort abfallenden Bergsporn. Im Lauf der Jahrhunderte zerfiel die wuchtige Burganlage wie viele andere Hegauburgen und wurde schließlich aufgegeben.

## Geschichte
Die Ursprünge der Homburg gehen auf das 11. Jahrhundert zurück, als die Herren von Homburg, ehemalige Ministerialen des Bischofs von Konstanz, auf den eiszeitlichen Schotterresten hoch über Stahringen die Ringmaueranlage errichten ließen. Stahringen fand daraufhin lange Zeit als ein ritterschaftliches Dorf Erwähnung in urkundlichen Schriften.
Während des Schweizer Krieges 1499 wurden die Burg beraubt, ihre Bewohner um Hab und Gut gebracht und niedergebrannt. 1502 wurde sie wieder aufgebaut und noch vergrößert.
1565 verkaufte Wolf von Homburg seine Herrschaft an seinen Schwiegersohn Hans Konrad von Bodman. Er selbst starb ein Jahr später ohne erbberechtigte Nachkommen in Radolfzell, wo im Münster noch heute ein Bronzeepitaph an ihn erinnert. Die Herren von Bodman waren nur knapp 50 Jahre Ortsherren in Stahringen. 1614 kamen Dorf und Homburg an das Benediktinerkloster Sankt Gallen.
Im Dreißigjährigen Krieg folgten mehrfache Wechsel der Besitzer. Es gab Besetzungen der Burg sowohl durch protestantische als auch durch katholische Truppen. Im Jahr 1642 wurde die Burg – wieder einmal war es der Festungskommandant vom Hohentwiel, Konrad Widerholt – überfallen, jedoch dieses Mal niedergebrannt. Nach dem Krieg diente sie als Steinbruch, Reste finden sich heute in den unter der Ruine liegenden Höfen.
Im Jahr 1749 ging die Burg – respektive das, was von der Anlage übrig geblieben war – an den Bischof von Konstanz. In den Jahren 1803 bis 1808 stritten sich Habsburg bzw. Württemberg einerseits und Baden andererseits um den Besitz der Herrschaft Stahringen-Homburg. Nach zweijähriger Zugehörigkeit zum Königreich Württemberg wurde schließlich 1810 das zur ehemaligen Landgrafschaft Nellenburg gehörende Gebiet im Grenzvertrag zwischen Württemberg und Baden dem Großherzogtum Baden zugesprochen und wurde in den badischen Seekreis eingegliedert.

## Anlage
Lediglich des Beobachtens wegen war die Burg strategisch günstig gelegen, aber aufgrund des flachen Anstiegs aus westlicher Richtung war sie leicht einzunehmen.
Über die Jahrhunderte wurde die Schildmauer bis zu fast 3 Meter Dicke mit großen Buckelquadern aus Nagelfluh verkleidet. Die Homburg wurde also zur wehrhaften Wohnanlage ausgebaut.
Mehrfach zerstört lassen nur noch eine über 11 Meter hohe Maueranlage und eine mächtige Schildmauer Größe und bauliche Gestalt erahnen.
Schlüssige Rekonstruktionen der Burg gibt es nicht. In einem Gemälde aus dem 18. Jahrhundert ist ein Rundturm der Burg zu sehen.

## Galerie

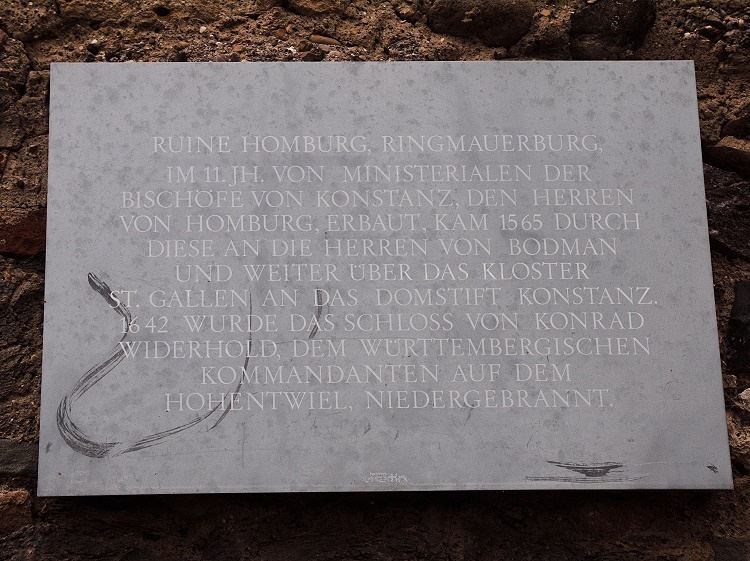
Öffentlich zugängliche Tafel am Eingang
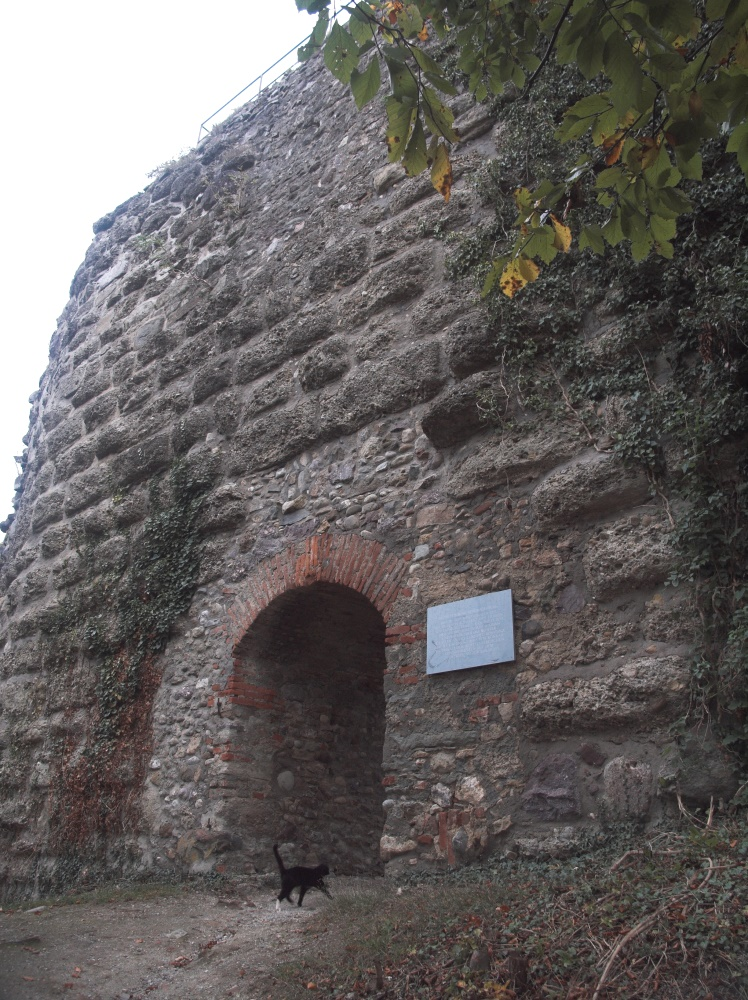
Eingangsportal (Schildmauer)
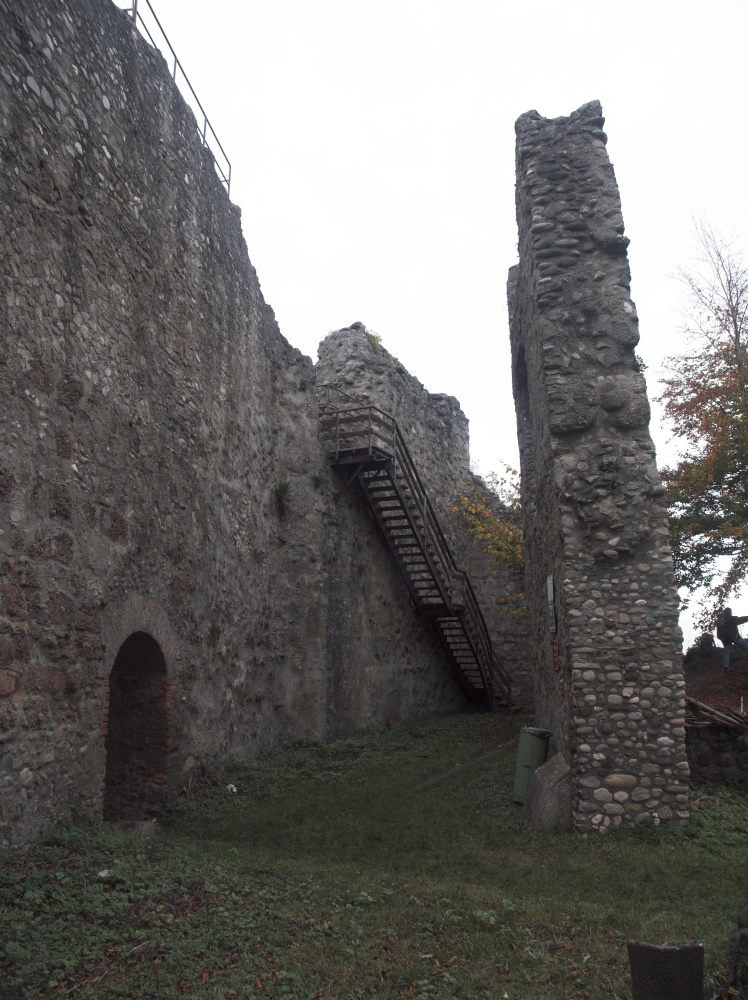
Innenhof
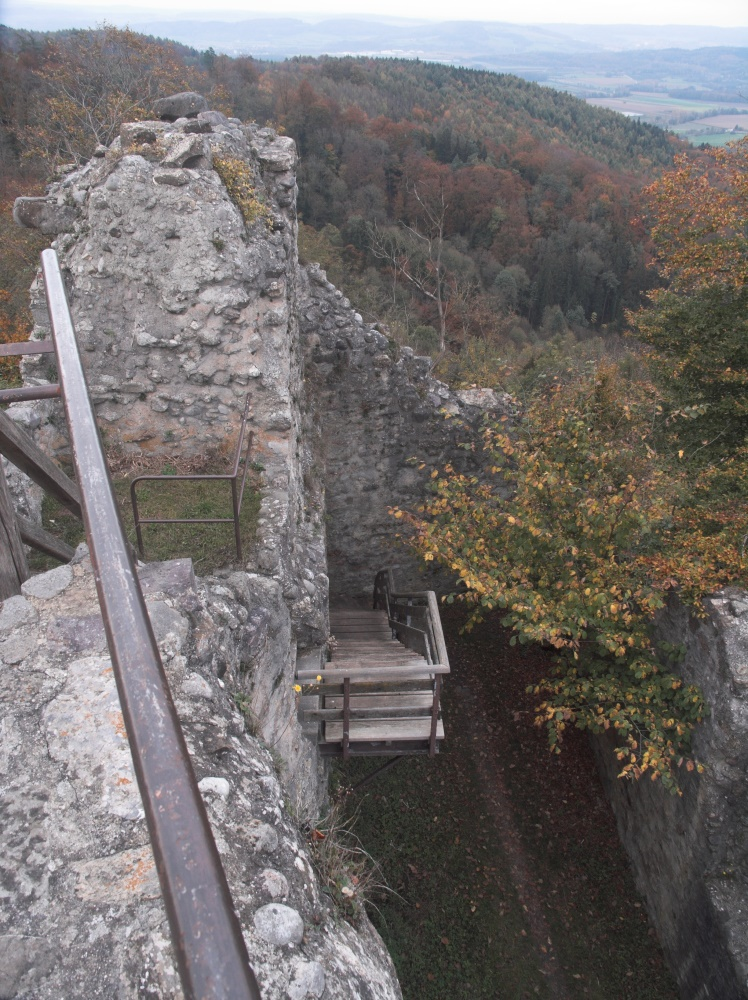
Aufstieg auf die Mauer zum Rundblick
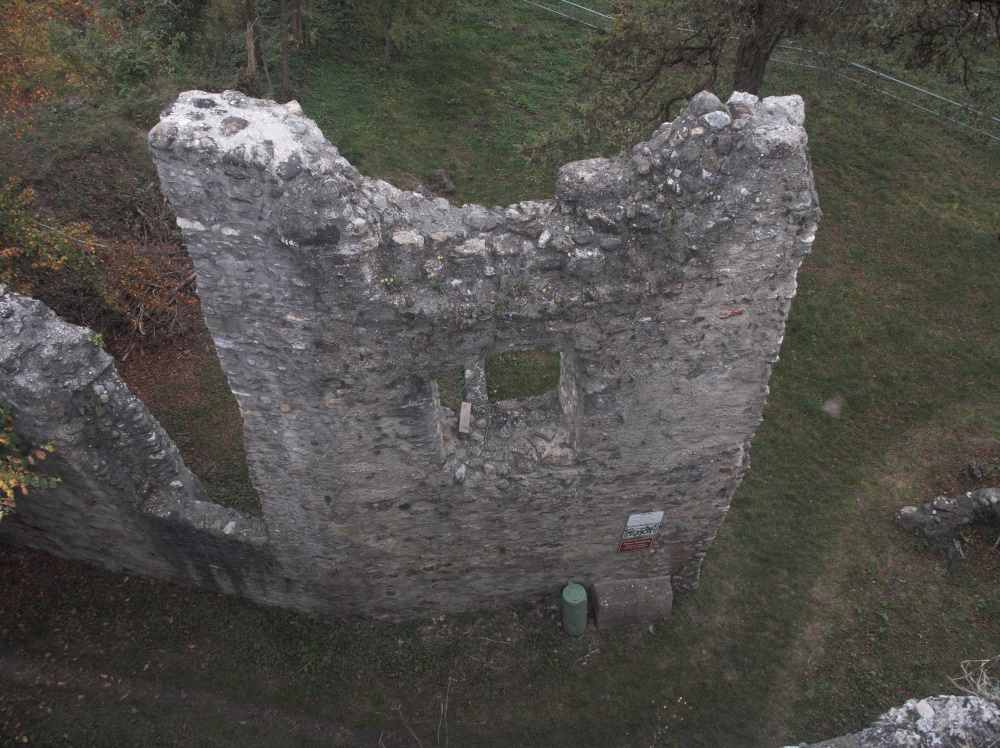
Mauerreste von oben
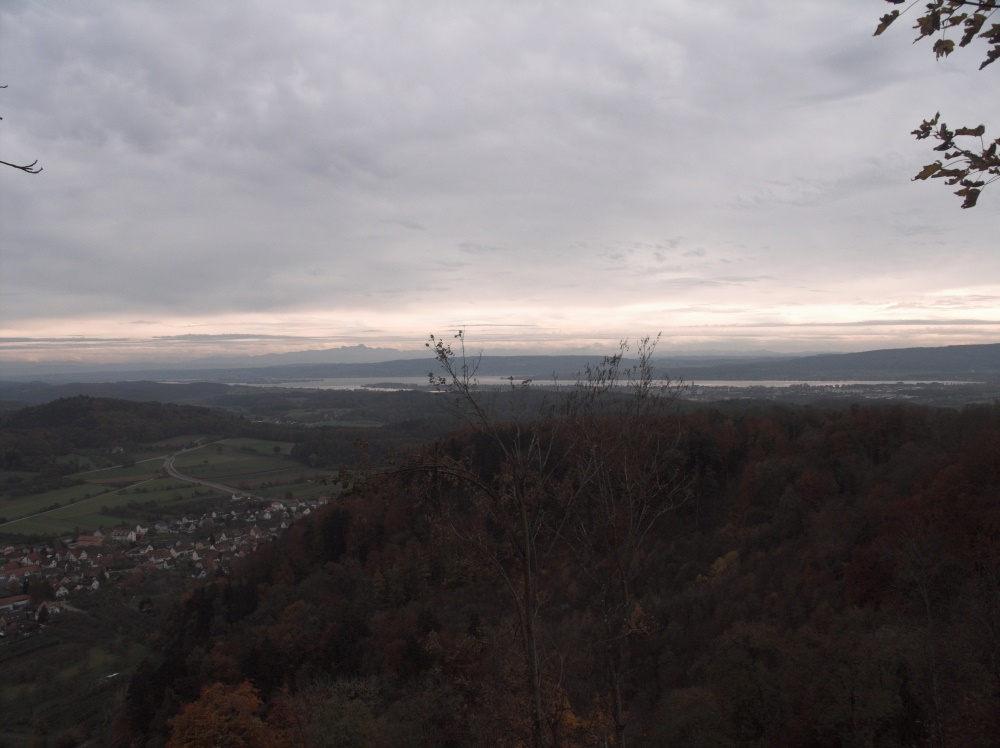
Blick über den Untersee bis zu den Alpen